# Clay (Alabama)
Pour les articles homonymes, voir Clay.
Clay est une ville située dans le comté de Jefferson, dans l'État de l'Alabama aux États-Unis. Lors du recensement de 2010, sa population s'élevait à 9 711 habitants.

## Démographie
| 2000  | 2010  | - |
| ----- | ----- | - |
| 4 947 | 9 708 | - |